# Északi sárkányfű
Az északi sárkányfű (Dracocephalum ruyschiana) az árvacsalánfélék családjába tartozó, hidegkedvelő, hegyi vagy sztyeppi vadvirág. Magyarországon jégkorszaki reliktum, fokozottan védett.

## Megjelenése
Az északi sárkányfű 20–60 cm magas, fűnemű évelő növény. Egy (esetenként több) szára egyenesen feláll, a szár merev, sima vagy alig pelyhes felületű, négyélű. A növény erős illatú. Egészen keskeny, ép szélű, szálas-lándzsás levelei a száron ülve, átellenesen helyezkednek el, színük mattzöld, hosszuk 3,5–6 cm. Az alsó leveleknek rövid kocsányuk lehet.
Július-augusztusban virágzik. A virágok szárvégi, tömött álfürtben helyezkednek el. Az egyes virágok pártái 2–3 cm-esek, zigomorf, kékeslila (ritkán fehér vagy rózsaszín) színű. Az ajak sötétkéken pöttyözött, kétkaréjú. Négy porzója - két rövid és két hosszú - van.
Termése négyosztatú makkocskatermés.

## Elterjedése és termőhelye
Eurázsiai elterjedésű növény, eredetileg a hideg, dél-szibériai sztyeppek lakója, de jégkorszaki maradványként Európa több országában is megtalálható. Előfordul Dél-Skandináviában, az Alpokban, a Francia-Pireneusokban, a Baltikumban, a Keleti-Kárpátokban, a Kaukázusban, Ukrajnában és Oroszországban. Közép- és Nyugat-Európában mindenütt ritka és visszaszorulóban van. 2005-ben Szerbiában is megtalálták. Kelet felé egész Dél-Szibériában a Bajkál-tóig él, az Altájban gyakori. Magyarországon jégkorszaki reliktum, két helyen található meg a Bükkben, ahol hidegzugos töbrök alján, szőrfüves társulásokban él a Nagy-mező fokozottan védett területén.
Száraz és hideg sztyeppék, mészköves hegyoldalak, nyílt fenyvesek és vegyes erdők, erdős sztyeppék növénye. Hűvösebb éghajlatú országokban kerti dísznövényként ültetik.
Magyarországon fokozottan védett, természetvédelmi értéke 250 000 Ft.

## Galéria

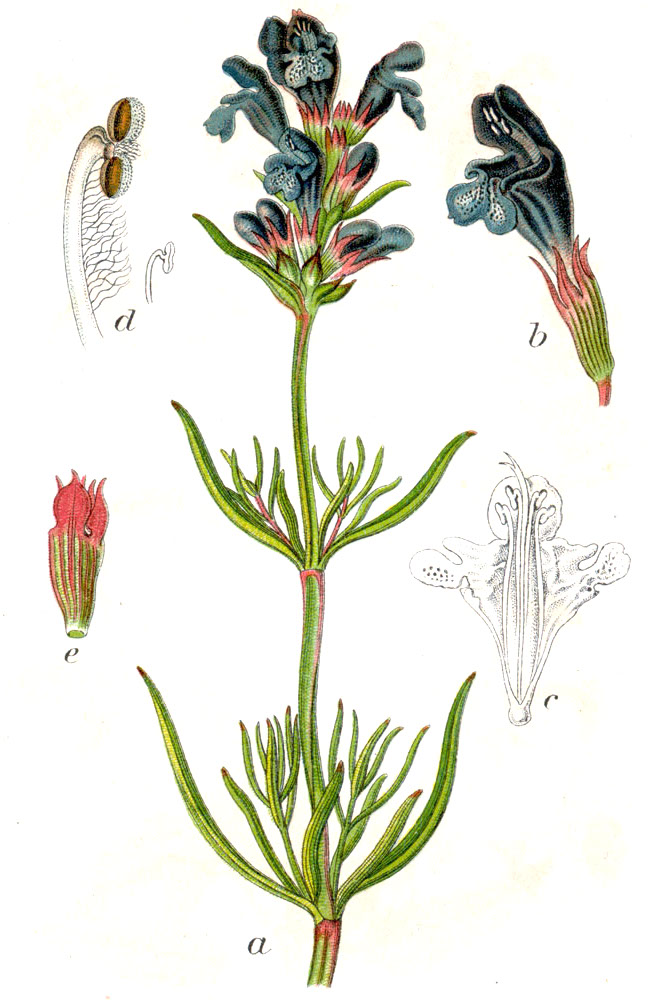
Északi sárkányfű az 1796-os Deutschlands Flora in Abbildungen-ből...
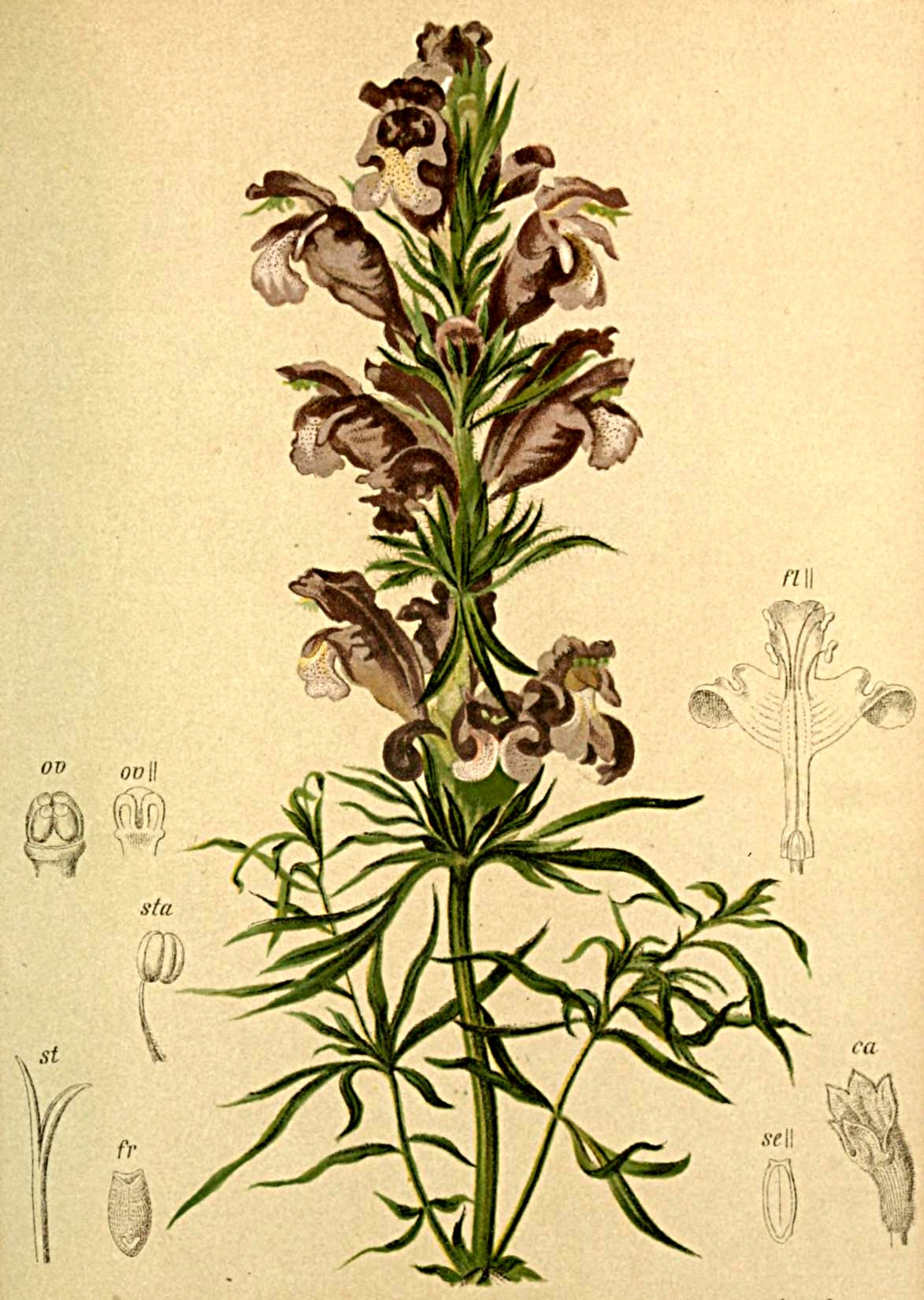
... és az 1882-es Atlas der Alpenflora-ból
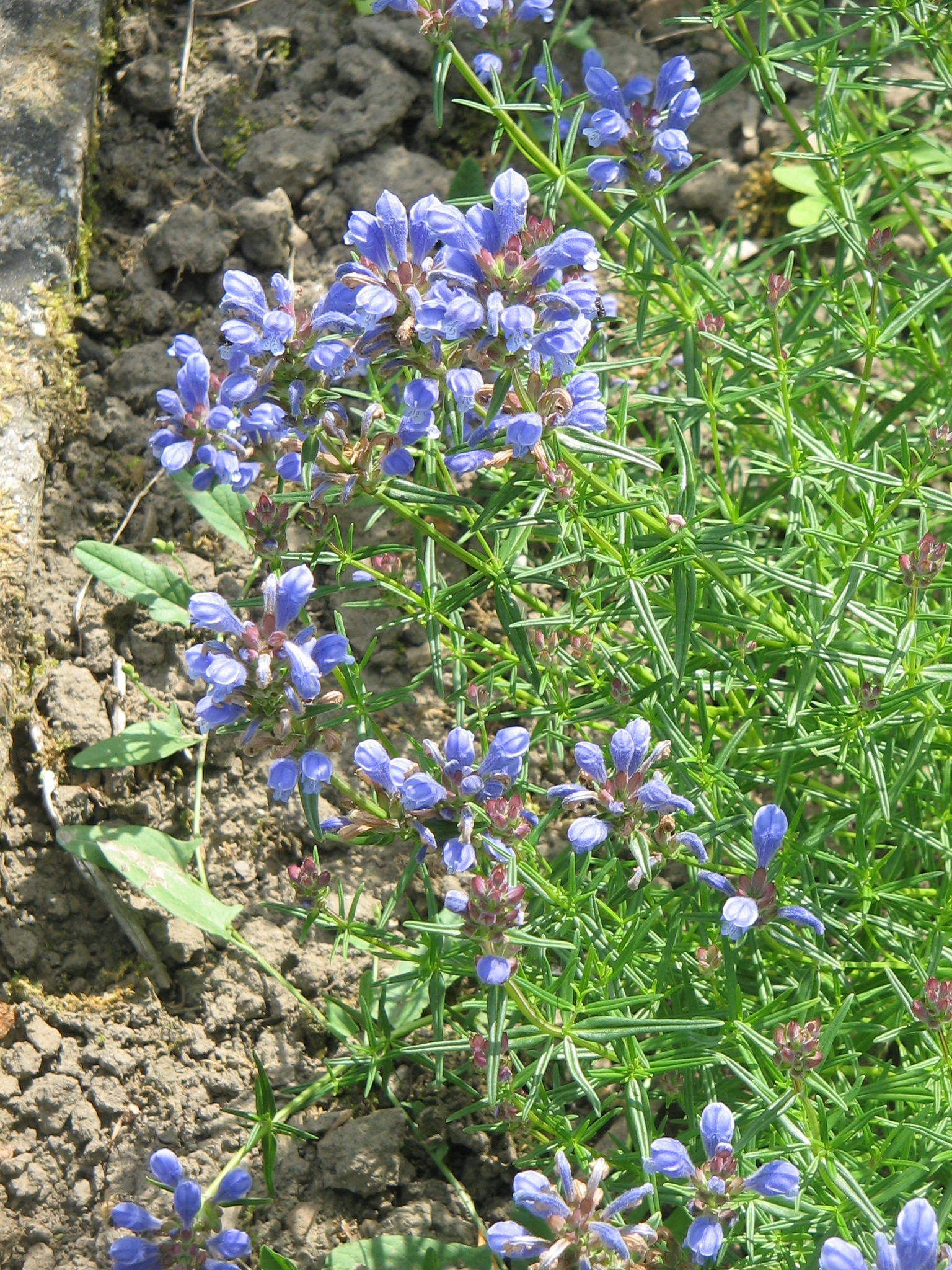
Virágzó növény
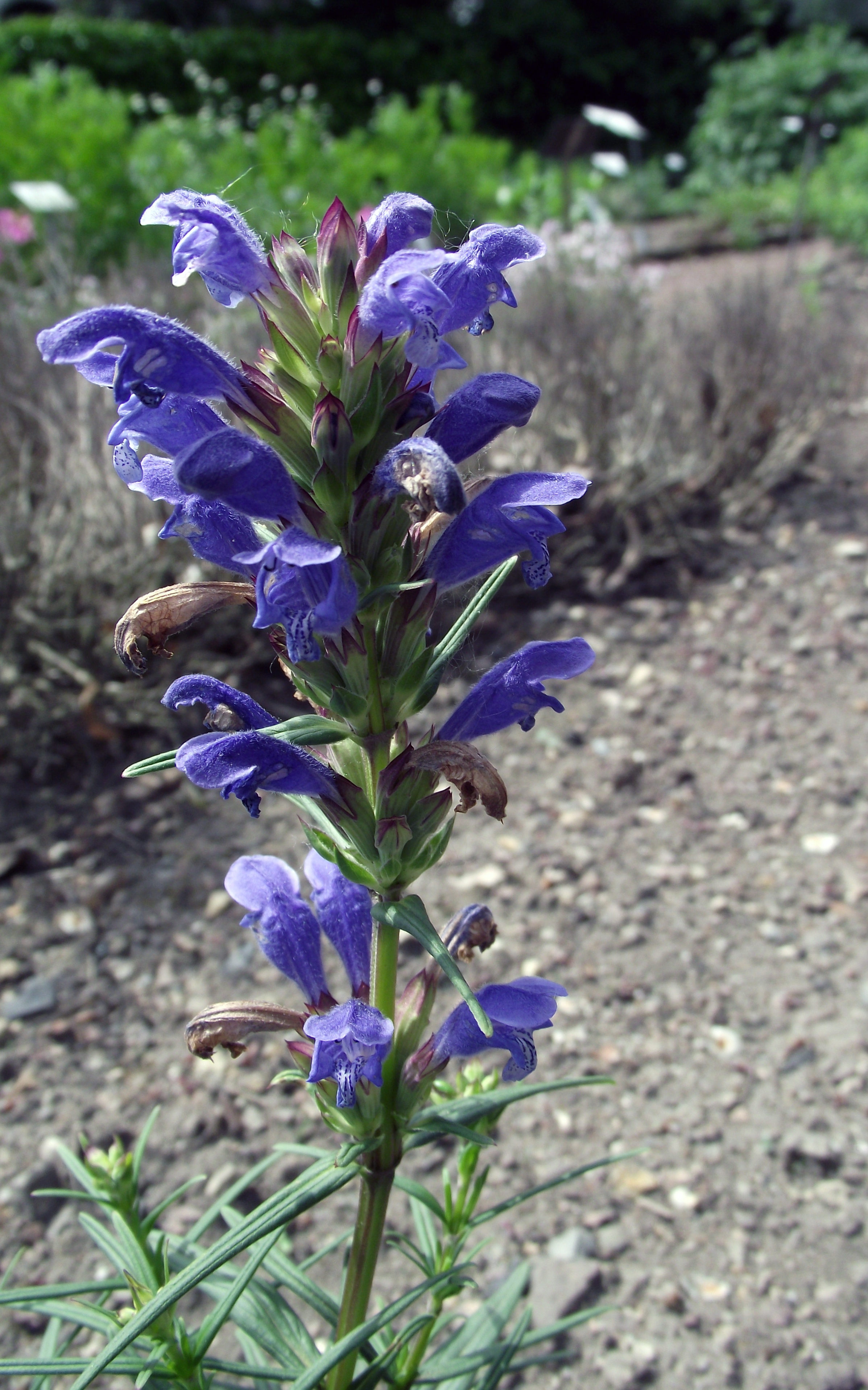
Virága